# Alta, Norveška
Alta (, severnosamijsko Áltá; Kven Alattio; finsko Alattio) je mesto v občini Alta v okrožju Troms og Finnmark na Norveškem. Mesto je upravno središče občine in glavno trgovsko središče v zahodnem delu župnije. Mesto leži na južnem koncu Altafjorden ob izlivu reke Altaelva. Okoli mesta je več predmestij. Kåfjord, Kvenvik in Jiepmaluokta ležijo na zahodu; Øvre Alta in Tverrelvdalen ležita na jugu; in Rafsbotn leži na vzhodu. Slavne skalne rezbarije v Alti ležijo zahodno od mesta.[3]
Mesto Alta ima tri cerkve: zgodovinsko cerkev Alta v Bossekopu, razmeroma novo cerkev Elvebakken v Elvebakkenu in Stolnico severnega sija (nova glavna cerkev za občino, ki je bila dokončana leta 2013). Alta je tudi izobraževalno središče v okrožju Finnmark. Univerzitetna šola Finnmark ima sedež v Alti, pa tudi lokalne osnovne in srednje šole, vključno z višjo srednjo šolo Alta. Okrožno sodišče Alta ima sedež v mestu in služi občinama Loppa in Alta. Alta IF je glavna športna ekipa v mestu.
Središče mesta Alta je tik pod 70. vzporednikom in je bližje severnemu polu kot večjemu delu srednje Evrope.

## Prebivalstvo
Alta velja za najsevernejše mesto na svetu z več kot 10.000 prebivalci. Mesto Alta je bilo ustanovljeno leta 2000, ko so se pridružile vasi Bossekop, Elvebakken in Alta, ki jih je občinski svet razglasil za mesto. Mesto s površino 9,23 kvadratnih kilometrov (2280 hektarjev) ima (2017) 15.094 prebivalcev, kar daje mestu gostoto prebivalstva 1635 prebivalcev na kvadratni kilometer.

## Promet
Alta je prometno središče v okrožju Finnmark. Mesto ima pristanišča vzdolž Altafjorden, tik ob letališču Alta v Elvebakkenu. Letališče ima direktne lete do Osla in nekaterih drugih velikih mest na Norveškem, kot je Tromsø. Skozi mesto poteka tudi evropska cesta E6 in evropska cesta E45 ima severni konec v mestu. Glavne industrije v Alti so tovarna betonskih izdelkov; več lesnih mlinov in žag; ter mlečni izdelki, vrtnarska trgovina in pomorske storitve.

## Občina Alta
Alta je najbolj naseljena občina v Finnmarku v okrožju Troms og Finnmark na Norveškem. Kljub visoki zemljepisni širini je lokalno podnebje redko zelo hladno zaradi zmernosti zalivskega toka v prevladujočem vetru. Obalna območja občine so zaradi zaščitene lege, zaradi katere so poletja mila, dovolj topla, da omogočajo pogozdovanje. Zaradi Norveške, ki se vije nad svojimi nordijskimi sosedami, je Alta bolj vzhodno kot skoraj vsa Švedska in večji del južne Finske. Ker je na zelo visoki zemljepisni širini, sta polnočno sonce in polarna noč prisotna precejšnje dele leta.
Občina s 3850 kvadratnimi kilometri je sedma največja občina po površini od 356 občin na Norveškem. Alta je 60. najbolj naseljena občina na Norveškem z 21.144 prebivalci. Gostota prebivalstva v občini je 5,8 prebivalca na kvadratni kilometer, njeno prebivalstvo pa se je v zadnjih 10 letih povečalo za 9,7 %.
Občina Alten-Talvig je bila ustanovljena 1. januarja 1838 (zakon formannskapsdistrikt). 1. januarja 1863 je bila občina razdeljena na dve: Talvik na severu (prebivalstvo: 1938) in Alta na jugu (prebivalstvo: 2442). 1. januarja 1964 sta bili občini ponovno združeni v novo, večjo občino Alta. Pred združitvijo je Alta imela 6629 prebivalcev, Talvik pa 3266 prebivalcev. Meje se od takrat niso spremenile.
1. januarja 2020 je občina postala del novoustanovljenega okraja Troms og Finnmark. Prej je bilo del starega okraja Finnmark.

## Zgodovina
Skalne rezbarije v Alti, ki so blizu zaliva Jiepmaluokta, izvirajo iz ok. 4200 pred našim štetjem do 500 pred našim štetjem, so na Unescovem seznamu svetovne dediščine. Kultura Komsa je dobila ime po gori Komsa v občini Alta, kjer so odkrili prve arheološke ostanke te kulture.
Po uporu Samijev Kautokeino leta 1852 sta bila uporniška voditelja Mons Aslaksen Somby in Aslak Jacobsen Hætta 14. oktobra 1854 obglavljena v Elvebakkenu v današnjem mestu Alta.
Njihova trupla so pokopali v grobove tik pred pokopališčem cerkve Kåfjord v vasi Kåfjord v Alti, vendar so njihove glave poslali na Anatomski inštitut na Univerzi v Oslu, kjer so jih hranili več kot stoletje kot del univerzitetnega zbirke lobanj. Univerza se je dvema lobanjama odpovedala šele leta 1985 po polemiki in protestih samijskih aktivistov, novembra 1997 pa sta bili pokopani v cerkvi Kåfjord v Alti, na istem mestu, kot sta bili njuni trupli pokopani pred več kot 140 leti.
Med drugo svetovno vojno je nemška bojna ladja Tirpitz uporabljala Kåfjorden, krak Altafjorden, kot pristanišče in je bila tu poškodovana zaradi napada zavezniških vojnih letal. Mesto Alta je proti koncu druge svetovne vojne resno uničil požar. V naslednjih letih je bilo obnovljeno.
Altasaken - konflikt leta 1979 je bil več tednov na naslovnicah, saj je veliko ljudi (zlasti Samijev in okoljevarstvenikov) demonstriralo in uporabilo državljansko nepokorščino, da bi preprečile gradnjo jezu na reki Altaelva za proizvodnjo hidroenergije. Vendar je bil jez zgrajen in reka še vedno omogoča dober ribolov lososa. Norveški kralj običajno obišče reko enkrat poleti, da bi lovil ribe.
Mestno območje, ki ga sestavljajo Bossekop, Elvebakken in Bukta, zdaj znano tudi kot mesto Alta, je postalo mesto 1. januarja 2000. Število prebivalcev že več let vztrajno narašča.
31. avgusta 2019 je helikopter za ogled znamenitosti strmoglavil v gorah Skoddevarre južno od Alte.

## Pobratena mesta
Alta je pobratena z:
- Apatity, Rusija
- občina Boden, Švedska
- Oulu, Finska (1948)